# Mirela Barbălată
Mirela Barbălată (* 23. Oktober 1967) ist eine ehemalige rumänische Kunstturnerin.
Sie turnte beim CSM Onești und war zweimal, 1979 und 1984, rumänische Meisterin im Sprung. Zwischen 1982 und 1985 nahm Barbălată an internationalen Wettbewerben teil.
Ihren größten Erfolg erreichte sie 1983. Bei den Weltmeisterschaften in Budapest gewann Barbălată mit der rumänischen Turnriege mit Lavinia Agache, Ecaterina Szabó, Laura Cutina, Mihaela Stănuleț und Simona Renciu hinter der Sowjetunion die Silbermedaille in der Mannschaftswertung. Dabei erhielt Barbălată beim Sprung die perfekte Note 10,0.
1985 nahm Barbălată an der Universiade in Kobe teil. Dort gewann sie mit der rumänischen Mannschaft die Silbermedaille und erreichte im Mehrkampf den vierten Platz.